# Bornetina corium
Bornetina corium är en svampart som beskrevs av L. Mangin & Viala 1903. Bornetina corium ingår i släktet Bornetina och familjen Meruliaceae.   Inga underarter finns listade i Catalogue of Life.